# 加利莱亚 (巴西)
加利莱亚是巴西米纳斯吉拉斯州的一个市镇。总面积721.317平方公里，总人口7302人，人口密度10.1人/平方公里。